# Península de Camecháteca

Peninsula de Camecháteca está localizada no extremo oriente da Rússia, na província Krai de Camecháteca (área destacada).

Topografia da península de Camecháteca

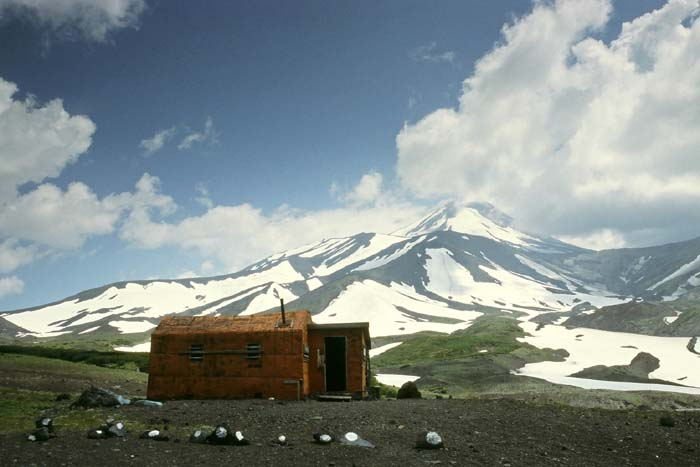
Em Camecháteca há numerosos vulcões, como o Avachinsky

A península de Camecháteca, Canchatca, Camchaca, Kamtchatka ou sobretudo conhecida como península de Kamchatka (em russo:  полуо́стров Камча́тка, transl. poluóstrov Kamtchátka, pronúncia russa: [pəlʊˈostrəf kɐmˈt͡ɕatkə]) é uma enorme península com cerca de 1 250 km de extensão, localizada na região oriental da Rússia, e cujo ponto mais elevado é o Klyuchevskaya Sopka. Fica a leste do mar de Ocótsqui e golfo de Shelikhov na província chamada Krai de Camecháteca.

## Economia e população
O Camecháteca participa na vida económica da Rússia graças aos seus recursos florestais e agrícolas, ao desenvolvimento das suas cidades litorais e às suas atividades na pesca. A sua população, concentrada nas cidades, é sobretudo constituída por russos que convivem com os representantes mais antigos dos povos da região como os Camecháteca. Também conhecidos por Itelmenes, estes nómadas mantiveram um modo de vida tradicional baseado essencialmente na pesca. Não restam hoje mais de 18 mil representantes deste povo, que originalmente era o mais numeroso da península.

## História
Durante a Guerra Fria, a península foi utilizada como alvo pelos soviéticos para testes de alcance e precisão de mísseis.

## Atividade sísmica
Um sismo de 6,5 graus na escala de Richter atingiu no dia 17 de junho de 2003 a região, segundo afirma o Observatório de Ciência da Terra de Estrasburgo (leste da França). O epicentro deste tremor que aconteceu às 22h07m (no fuso horário de Brasília), localizado a 53,88 graus de latitude norte e 157,5 graus de longitude Leste. Até esse dia, o maior tremor da região desde 2000 havia acontecido no dia 19 de outubro de 2001 e alcançado 5 graus na escala de Richter.
Em agosto de 2005, um submarino da classe Priz AS-28 da marinha russa sofreu um acidente próximo a Camecháteca e afundou no oceano. O resgate da tripulação foi realizado com ajuda internacional.
Em 30 de julho de 2025, um grande terremoto de magnitude 8,7 a 8,8, com uma profundidade de 21 quilômetros ocorreu no Oceano Pacífico, a 119 quilômetros a leste-sudeste de Petropavlovsk-Kamtchatski, sendo esse o 6⁰ maior terremoto já registrado na história.